# Nanofotònica

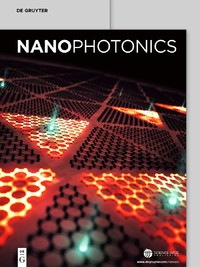
Imatge nanofotònica

La nanofotònica o nanoòptica és l'estudi del comportament de la llum a escala nanomètrica i de la interacció d'objectes a escala nanomètrica amb la llum. És una branca de l'òptica, l'enginyeria òptica, l'enginyeria elèctrica i la nanotecnologia. Sovint implica estructures dielèctriques com nanoantenes, o components metàl·lics, que poden transportar i enfocar la llum mitjançant polaritons plasmònics de superfície.
El terme "nanoòptica", igual que el terme "òptica", sol referir-se a situacions que impliquen llum ultraviolada, visible i infraroja propera (longituds d'ona de l'espai lliure de 300 a 1200 nanòmetres).

## Rerefons
Els components òptics normals, com les lents i els microscopis, normalment no poden enfocar la llum a escales nanomètriques (sublongitud d'ona profunda), a causa del límit de difracció (criteri de Rayleigh). No obstant això, és possible esprémer la llum a una escala nanomètrica mitjançant altres tècniques com, per exemple, plasmons de superfície, plasmons de superfície localitzats al voltant d'objectes metàl·lics a nanoescala i les obertures a escala nanomètrica i puntes afilades a nanoescala utilitzades en la microscòpia òptica d'escaneig de camp proper (SNOM o NSOM) i microscòpia de túnel d'escaneig fotoassistit.

## Aplicació
Els investigadors de la nanofotònica persegueixen una varietat molt àmplia d'objectius, en camps que van des de la bioquímica fins a l'enginyeria elèctrica i l'energia lliure de carboni. A continuació es resumeixen alguns d'aquests objectius.

### Optoelectrònica i microelectrònica
Si la llum es pot comprimir en un volum petit, pot ser absorbida i detectada per un petit detector. Els fotodetectors petits solen tenir una varietat de propietats desitjables, com ara baix soroll, alta velocitat i baixa tensió i potència.
Els làsers petits tenen diverses propietats desitjables per a la comunicació òptica, com ara un corrent de llindar baix (que ajuda a l'eficiència energètica) i una modulació ràpida (que significa més transmissió de dades). Els làsers molt petits requereixen cavitats òptiques de sublongitud d'ona. Un exemple són els spasers, la versió plasmònica de superfície dels làsers.
Els circuits integrats es fan mitjançant la fotolithographie, és a dir, l'exposició a la llum. Per fer transistors molt petits, la llum s'ha d'enfocar en imatges extremadament nítides. Utilitzant diverses tècniques com la litografia d'immersió i les fotomàscares de canvi de fase, efectivament ha estat possible fer imatges molt més fines que la longitud d'ona, per exemple, dibuixar línies de 30 nm amb llum de 193 nm. També s'han proposat tècniques plasmòniques per a aquesta aplicació.
La miniaturització en optoelectrònica, per exemple la miniaturització de transistors en circuits integrats, ha millorat la seva velocitat i cost. Tanmateix, els circuits optoelectrònics només es poden miniaturizar si els components òptics es redueixen juntament amb els components electrònics. Això és rellevant per a la comunicació òptica en xip (és a dir, passar informació d'una part d'un microxip a una altra enviant llum a través de guies d'ones òptiques, en lloc de canviar la tensió d'un cable).

### Cèl·lules solars
Les cèl·lules solars sovint funcionen millor quan la llum s'absorbeix molt a prop de la superfície, tant perquè els electrons propers a la superfície tenen més possibilitats de ser recollits com perquè el dispositiu es pot fer més prim, la qual cosa redueix el cost. Els investigadors han investigat una varietat de tècniques nanofotòniques per intensificar la llum en els llocs òptims dins d'una cèl·lula solar.

### Espectroscòpia
Ús de la nanofotònica per crear intensitats pics elevades : si una quantitat determinada d'energia lumínica s'esprem en un volum cada cop més petit ("punt calent"), la intensitat en el punt calent es fa cada cop més gran. Això és especialment útil en òptica no lineal ; un exemple és la dispersió Raman millorada a la superfície. També permet mesuraments d'espectroscòpia sensibles fins i tot de molècules individuals situades al punt calent, a diferència dels mètodes d'espectroscòpia tradicionals que prenen una mitjana de milions o milers de milions de molècules.

### Microscòpia
Un dels objectius de la nanofotònica és construir una anomenada " superlent ", que utilitzaria metamaterials (vegeu més avall) o altres tècniques per crear imatges més precises que el límit de difracció (longitud de subona profunda). El 1995, Guerra ho va demostrar mitjançant la imatge d'una xarxa de silici que tenia 50 línies i espais nm amb il·luminació de 650 nm de longitud d'ona a l'aire. Això es va aconseguir acoblant una reixa de fase transparent amb 50 nm línies i espais (metamaterial) amb un objectiu de microscopi d'immersió (superlent).